# Börjeson-Forssman-Lehmann-Syndrom
Das Börjeson-Forssman-Lehmann-Syndrom (BFLS) ist eine X-chromosomal-rezessiv vererbte Krankheit. Die Patienten leiden unter einer geistigen Behinderung, die von einer Epilepsie begleitet sein kann, Fehlbildungen im Gesicht, Hypogonadismus; dazu kommen meistens Adipositas, eine erhebliche Vergrößerung der Ohren und höherliegende Augenbrauenbögen. Bei erwachsenen Männern kann auch ein kleinerer Penis oder verringertes Muskelwachstum auftreten.
Ursache für dieses Syndrom ist eine Mutation im Gen PHF6 auf den X-Chromosom Genort q26.2. Wegen des X-chromosomalen Erbgangs sind fast nur Männer betroffen. Frauen, bei denen eines der beiden X-Chromosomen die Mutation trägt, können einen schwachen Phänotyp aufzeigen. Des Öfteren wird das BFL-Syndrom fälschlich als Fetales Alkoholsyndrom diagnostiziert.
Der Name der Erkrankung ist auf die Erstbeschreibung der Erkrankung durch Börjeson, Forssman und Lehmann im Jahr 1962 zurückzuführen.
Abzugrenzen ist das Wilson-Turner-Syndrom.